# Mike Minor (acteur)
Pour les articles homonymes, voir Mike Minor.
Mike Minor est un acteur américain, né le 7 décembre 1940 à San Francisco, Californie, mort le 25 janvier 2016 .

## Filmographie
- 1956 : As the World Turns (série TV) : Norman Garrison (1975)
- 1956 : The Edge of Night (série TV) : Lennie Small (1972)
- 1964 : Another World (série TV) : Dr. Royal Dunning (1983-1984)
- 1970 : La Force du destin (All My Children) (série TV) : Brandon Kingsley (1980-1982, 1988)
- 1971 : After the Honeymoon (TV)
- 1978 : The Millionaire (TV) : Clark